# Временная жена
Вре́менная жена́ — термин, обозначавший в Японии конца XIX века тип отношений между иностранным подданным и японской подданной, согласно которому на время пребывания иностранца в Японии он получал в пользование (и содержание) «жену». Сами иностранцы, в частности русские офицеры, называли таких «жён» мусумэ, от японского — девушка, дочь.
Понятие «временный брак» существовало задолго до этого. Например, в Иране такой тип отношений между мужчиной и женщиной (араб. نكاح المتعة‎, никах-уль-мут’а — в пер. брак для удовольствия, перс. سيغه, сигэ) является допустимым на определённый срок, ибо в джафаритском мазхабе такой брак рассматривается как законный и дозволенный. Продолжительность временного брака, равно как и размер выкупа, который супруг передавал временной жене, определялись соглашением сторон. По истечении срока действия такого уговора брак (и всякие правовые отношения между супругами) считались прекратившимися. Шииты практикуют такой вид отношений до сих пор.

## Общие положения
Институт «временных жён» возник в Японии во второй половине XIX века и просуществовал вплоть до войны 1904—1905 годов. В то время российский флот, базировавшийся во Владивостоке, регулярно зимовал в Нагасаки, и на время пребывания там некоторые русские офицеры «покупали» для сожительства японских женщин.

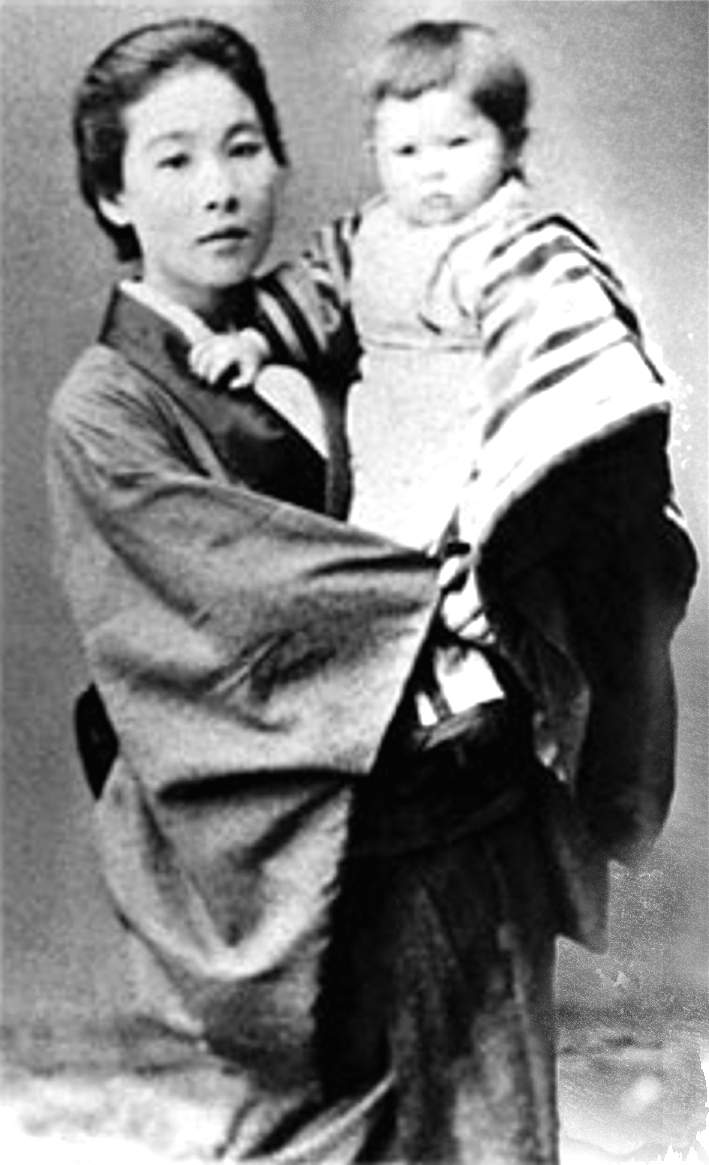
Таки с дочерью. «Временная жена» и дочь В. Д. Менделеева. 1893. Музей-архив Д. И. Менделеева (СПбГУ)

Традиционно с иностранным подданным заключался контракт, по которому он получал в полное распоряжение подданную микадо, обязуясь в обмен на это предоставить ей содержание (еду, помещение, наёмную прислугу, рикшу и т. д.). Такое соглашение заключалось на месяц, и при необходимости продлевалось (однако в своих мемуарах великий князь Александр Михайлович, побывавший в Японии, приводит иные рамки договора: «от одного до трёх лет, в зависимости от того, сколько времени находилось военное судно в водах Японии»). Стоимость такого контракта составляла 10—15 долларов в месяц (по мемуарам Александра Михайловича, особа, знакомившая русских офицеров с их «жёнами», делала это абсолютно бескорыстно).
Мусумэ, как правило, были девочки-подростки, не достигшие тринадцатилетнего возраста. Зачастую бедные японские крестьяне и ремесленники сами продавали своих дочерей иностранцам; иногда для бедной японской девушки такой способ был единственной возможностью заработать на приданое (и выйти впоследствии замуж).
Иногда мусумэ ошибочно сравнивались с гейшей. И хотя ни та, ни другая не являлись проститутками в обычном смысле этого слова, гейша считалась «усладой для души», и телесные ласки не входили в её обязанности, тогда как мусумэ, согласно контракту, обязана была услаждать своего покровителя и в постели, вследствие чего нередко рождались дети. К таким случаям можно отнести историю с так называемой «невесткой» Д. И. Менделеева: старший сын Менделеева, Владимир, согласно воспоминаниям его сестры Ольги, будучи мичманом на фрегате «Память Азова», во время стоянки в порту Нагасаки обзавёлся «временной женой», которая впоследствии родила (возможно, и от него) ребёнка (подробнее см. в статье, посвящённой творчеству Б. Н. Ржонсницкого).

## Мусумэ в массовой культуре
- В своих мемуарах «Книга воспоминаній» великий князь Александр Михайлович вспоминал о своём пребывании в Японии. В 1886 году Александр Михайлович — офицер винтового корвета «Рында», совершая кругосветное путешествие, останавливался в Нагасаки, где имел временную жену-японку[3].
- Роман Валентина Пикуля «Три возраста Окини-сан» посвящён любви русского морского офицера к японской девушке-мусумэ.

## Примечание
1. ↑  Мортаза Шахид Моттахари. Служение ислама в Иране (doc) (недоступная ссылка — история). Взаимное служение ислама и Ирана. Культурное представительство Исламской Республики Иран в Москве. Дата обращения: 11 декабря 2009.
2. ↑  Нахо И. Взаимные образы русских и японцев // Вестник Евразии : Журнал. — 2004. — № 1. Архивировано 3 марта 2009 года.
3. 1 2 3  ГЛАВА VII. Плавание Великого Князя // Великий князь Александр Михайлович Вел. Кн. Александр Михайлович. Книга воспоминаний.. — Иллюстрированная Россия, 1933. Архивировано 29 октября 2010 года.
4. ↑  
Радионова В. 34 способа любви по-японски // Аэропорт : Журнал. — 2007. — № 5 (34). Архивировано 11 апреля 2010 года.
5. ↑  Трирогова-Менделеева О. Д. Менделеев и его семья : Сб. — М., 1947. — С. 77—78.
6. ↑  Масанори К. Ветка сакуры в генеалогическом древе Менделеева // Санкт-Петербургский университет : Журнал. — 2003. — № 27 (3652). Архивировано 27 декабря 2005 года.